# 요랑아 요랑아
《요랑아 요랑아》(또는 꼬마여우 요랑)는 2003년에 KBS와 서울무비가 공동으로 제작한 한국 애니메이션이다. 꼬마여우가 사람으로 변신한다는 것을 모티브로 꼬마여우 요랑이 사람 모습인 요린으로 변신하는 과정이 들어있다. 26화로 구성되어 있으며, 방영당시 국내 제작 애니메이션 1위, 해외 제작 애니메이션 포함 2위의 시청률을 바탕으로 다양한 상품이 출시되었으며, 해외에서도 중국 CCTV 영화채널에 메인시간대에 방영되어 인기를 끌었다.

## 줄거리
주인공인 요랑이는 천상에 살고 있던 꼬마여우였지만, 자신의 실수로 잃어버린 소원의 책을 찾기 위해 지상으로 내려온다. 하지만 시간이 흐르고 흘러도 소원의 책은 보이지 않아 무려 999년이나 흘렀다. 잃어버린 소원의 책에 대한 정보는 지상으로 책이 떨어지자, 외부적인 변화로 리본 문양이 달린 책과 그 책들 중에 천상의 기운이 있다는 정도이다.
소원의 책을 찾는 기간이 1년밖에 남지 않게 되었고, 요랑은 여우골로 이사온 현이라는 아이를 만나게 된다. 그들은 같이 소원의 책을 찾아다니지만, 천상 세계에서는 흑여우의 봉인이 풀리기 시작한다. 흑여우의 부하 불여우는 뿌뚜 삼형제를 지상으로 보내 소원의 책을 찾게 한다. 요랑과 현이, 뿌뚜 삼형제간의 좌충우돌이 결국 발생하지만, 번번이 요랑이의 어설프지만 적절한 마법 등으로 실패한다.

## 제작진
- 제작: 전창록
- 편성기획 : 경명철
- 책임프로듀서: 최수형
- 시나리오: 신혜원, 김희연, 오상민, 송미나, 김수진, 조미라
- 애니메이션 감독: 이찬웅
- 미술감독: 최민철
- 캐릭터: 윤정화
- 배경설정 디자인: 박효진, 박진숙
- 대소도구: 박기숙
- 배경색: 박진숙, 박효진
- 색지정: 최수진
- 스토리보드: 고승현, 최민철, 안승희, 이찬웅, 박병순, 이종경

- 서울무비 - 애니메이션 제작
- 작화연출: 이병석
- 원화작감: 강현모
- 원화: 김태준, 한규헌, 박진희, 김상범, 김용일
- 동화작감: 김진영, 김선정
- 동화: 백은미, 한경희, 조성언, 박진미, 오민경, 정은주, 진소희
- 제작팀장: 박철
- 기획진행: 이연주
- 제작진행: 오도윤

- 디지털제작
- 디지털 감독: 김영호
- 배경: 이윤숙, 홍우정, 김은숙, 윤희, 전미숙, 김해성
- 채색: 손리주, 이승민, 김윤일, 안용, 김유경, 김상훈, 김경태, 이미영, 허주영, 이수진, 안광민, 김초롱
- 촬영: 남궁의정, 임현희, 문정인, 김수경, 이수영
- 주제가 작사·작곡: 이혜준, 이차형
- 편곡: 강호정
- 노래: 박혜경
- 녹음: 나라AV
- 음향효과: 김희집
- 음악: 강동수, 배경건
- 그래픽 디자인: 김종우, 김은지
- 편집감독: 노영철
- CG: 오운정
- 프로듀서: 민영문, 황용명, 이병규, 임만식
- 공동투자: CJ 창업투자
- 제작: KBS, (주)서울무비

### 타사 제작진
- 번역: 김은정
- 편성: 황정아
- OAP: 조윤정
- 제작: KBS, (주)서울무비

## 주제가
- 여는곡「바로 너야」
  - 작사·작곡: 이혜준/편곡: 강호정/노래: 박혜경
- 닫는곡「넌 어느 별에서 왔니」
  - 작사·작곡: 이차형/편곡: 강호정/노래: 박혜경

## 등장인물
- 요랑: 귀여운 꼬마여우. 6살.
- 요린: 요랑이가 위험에 처했을 때 변신하는 여자아이.
- 강현: 동화작가를 꿈꾸는 소년으로, 엄마가 죽은 후 동화작가인 아빠와 여우골에 이사왔다. 꽃과 이야기할 줄 아는 동심을 갖고 있다.
- 지방울: 강현의 친구
- 장똘
- 한만이
- 엘비쑤
- 뻐드렁
- 딸꾹이
- 짜구
- 파닥이
- 푸득이
- 소쿠리
- 도도: 검은 고양이.
- 멀도
- 소소
- 수리옹
- 불여우
- 뿌뚜 형제(뿌뚜, 꾸디, 꼬지)
- 흑여우
- 강태공

### 성우
- 배정미: 요랑, 요린 역
- 서혜정: 강현 역
- 문관일: 뿌뚜 역
- (故)김일: 꼬지 역
- 강구한: 꾸디 / 수리옹 역
- 강희선: 불여우/우렁각시 역
- 소연: 가은 역
- 서광재: 강태공(아빠) 역
- 온영삼: 엘비쑤 역
- (故)김관진: 뻐드렁, 이장님 역
- 안경진: 장똘, 소소 역
- 이진화: 지방울 역
- 이연희: 한만이, 방울이 할머니 역
- 정현경: 진다래 선생님 역
- 임은정: 은지 역
- 박상일: 프랑케슈타인 역
- 장광: 교장선생님 역
- 노민: 놀이공원 운전사 역

## 방영 목록
| 회차       | 주제                   | 시나리오 | 스토리보드 | 작화연출 | 원화작감 | 본 방송일        |
| 1화        | 여우가 사는 마을       |          |            |          |          | 2003년 7월 23일  |
| 2화        | 소원의 책              |          |            |          |          | 2003년 7월 30일  |
| 3화        | 둘만의 약속            |          |            |          |          | 2003년 8월 6일   |
| 4화        | 아빠의 스케치북        |          |            |          |          | 2003년 8월 13일  |
| 5화        | 해님 달님              |          |            |          |          | 2003년 8월 20일  |
| 6화        | 한여름의 크리스마스    |          |            |          |          | 2003년 8월 27일  |
| 7화        | 크리스마스 유령        |          |            |          |          | 2003년 9월 3일   |
| 8화        | 엄마의 생일            |          |            |          |          | 2003년 9월 17일  |
| 9화        | 백설공주               |          |            |          |          | 2003년 9월 24일  |
| 10화       | 뮤즈의 꿈              |          |            |          |          | 2003년 10월 1일  |
| 11화       | 헤어스타일 대소동!     |          |            |          |          | 2003년 10월 8일  |
| 12화       | 프랑켄슈타인Jr.의 모험 |          |            |          |          | 2003년 10월 15일 |
| 13화       | 수수께끼 풍선껌        |          |            |          |          | 2003년 10월 22일 |
| 14화       | 내 마음의 전령사       |          |            |          |          | 2003년 10월 29일 |
| 15화       | 펜아저씨의 꿈          |          |            |          |          | 2003년 11월 5일  |
| 16화       | 가을소풍               |          |            |          |          | 2003년 11월 12일 |
| 17화       | 인라인 스케이트 소동!  |          |            |          |          | 2003년 11월 19일 |
| 18화       | 타잔소년의 모험        |          |            |          |          | 2003년 11월 26일 |
| 19화       | 아빠가 편찮으시던 날   | 신혜원   | 고승현     | 이병석   | 강현모   | 2003년 12월 3일  |
| 20화       | 양치기 소년의 거짓말   |          |            |          |          | 2003년 12월 10일 |
| 21화       | 우렁각시               |          |            |          |          | 2003년 12월 17일 |
| 22화       | 두얼굴의 뿌뚜          |          |            |          |          | 2003년 12월 31일 |
| 23화       | 견우와 직녀            |          |            |          |          | 2004년 1월 7일   |
| 24화       | 꿈을 찍는 사진기       |          |            |          |          | 2004년 1월 28일  |
| 25화       | 바다용의 선물          |          |            |          |          | 2004년 2월 4일   |
| 최종화(26) | 친구야 사랑해          | 신혜원   | 고승현     | 이병석   | 강현모   | 2004년 2월 11일  |

## 같이 보기
- 요랑아 노래하자: 요랑아 요랑아의 3D 애니메이션
- 쁘띠쁘띠 뮤즈: 요랑아 요랑아의 후속 작품